# Mount Makarakomburu
Der Makarakomburu ist der zweithöchste Berg der Salomon-Inseln. Er liegt auf der Insel Guadalcanal, etwa 30 Kilometer südlich von Honiara, der Hauptstadt des unabhängigen Inselstaates der Salomonen, im südwestlichen Pazifischen Ozean. 
Der Makarakomburu hat eine Höhe von 2310 Metern. Frühere Behauptungen, er sei mit 2447 Metern der höchste Berg der Salomonen, erwiesen sich als unrichtig, wie übereinstimmend InSAR- und SRTM-Daten sowie topographische Kartierungen zeigten. Der höchste Berg der Salomonen ist der nordöstlich, etwas weiter im Inselinneren gelegene Popomanaseu mit 2335 Metern.